# Маслена лампа
Вижте пояснителната страница за други значения на Лампа.
Маслената лампа е обект, използван за непрекъснато производство на светлина за определен период от време, използвайки горивен източник на маслена основа. Използването на маслени лампи започна преди хиляди години и продължава и до днес, въпреки че използването им е по-рядко в съвременността. Те работят по същия начин като свещ, но с гориво, което е течно при стайна температура, така че е необходим съд за маслото. Текстилен фитил се спуска в маслото и се запалва в края, изгаряйки маслото, докато се изтегля фитилът.
Маслените лампи са форма на осветление и са били използвани като алтернатива на свещите преди използването на електрическа светлина. Започвайки през 1780 г., лампата на Argand бързо замества други маслени лампи, все още в основната им древна форма. Те от своя страна са заменени от газената лампа през ок. 1850 г. В малките градове и селските райони последните са се използвали и през 20-ти век, докато тези райони биват окончателно електрифицирани и могат да се използват електрически крушки.

## Галерия
- Маслена лампа гори пред иконата на св. Меркурий Смоленски, Украйна
- Маслена лампа от 12 век от Khorasan, Иран
- Антична бронзова маслена лампа с Хризма
- Лампа с форма, позната от историята за Аладин
- Група антични лампи (елинистични и римски